# Værnsregel
En værnsregel er et juridisk udtryk for en regel skal beskytte en anden regel, som bestemmelsen ikke selv omfatter. Derfor er det pr. definition en udvidelse af anvendelsesområdet for en anden regel.